# 庫雷尼戈爾河
庫雷尼戈爾河是俄羅斯的河流，屬於瓦赫河的右支流，由漢特-曼西自治區負責管轄，河道全長367公里，流域面積7,390平方公里，發源自西伯利亞山脈，河水主要來自融雪，每年十月至翌年五月結冰。